# Jeanne Thomassin
 (mars 2017).
Si vous disposez d'ouvrages ou d'articles de référence ou si vous connaissez des sites web de qualité traitant du thème abordé ici, merci de compléter l'article en donnant les références utiles à sa vérifiabilité et en les liant à la section « Notes et références ».
Jeanne Thomassin, née le 15 juin 1870 dans le 5e arrondissement de Paris et morte le 2 octobre 1951 à Saint-Laurent-les-Tours, est une artiste lyrique française.

## Biographie
Jeanne Thomassin naît en juin 1870 à Paris, fille de Jeanne Adelina Thomassin, couturière et de père non dénommé. Sa mère la reconnaît en 1906 par acte notarié.
Jeanne Thomassin a joué dans des pièces de boulevard entre 1901 et 1930.
Elle meurt en 1951 dans le Lot. Sa mort, à l'âge de 81 ans, est annoncée peu après dans L'Auvergnat de Paris.

## Théâtre
- 1901 : Le Bon Juge d'Alexandre Bisson
- 1903 : La Peur de Félix Duquesnel
- 1903 : Le Beau Jeune Homme, comédie en cinq actes, d'Alfred Capus, Théâtre des Variétés
- 1904 : La Troisième Lune de Paul Ferrier
- 1904 : Les Trois Anabaptistes d'Alexandre Bisson
- 1905 : Petite Peste de Romain Coolus (repris en 1912)
- 1908 : Le Poulailler de Tristan Bernard
- 1912 : Les Phares Soubigou de Tristan Bernard
- 1927 : Un miracle de Sacha Guitry